# Fritz Graf (Schiedsrichter)
Frederick „Fritz“ Graf (* 28. Dezember 1922 in Akron, Ohio; † 29. November 2017) war ein US-amerikanischer Schiedsrichter im American Football, der in der Saison 1960 in der AFL und von der Saison 1961 bis zur Saison 1984 in der NFL tätig war. In der AFL trug er die Uniform mit der Nummer 55, in der NFL die Nummer 34.

## Karriere

### College Football
Vor dem Einstieg in die NFL arbeitete er als Schiedsrichter im College Football in der Midwestern Athletic Conference.

### National Football League
Graf startete im Jahr 1960 in der AFL seine Schiedsrichterkarriere als Field Judge. Zur Saison 1961 wechselte er von der AFL in die damals konkurrierende NFL.
Er war Teil des Schiedsrichtergespanns im Championship Game der Saison 1967 zwischen den Green Bay Packers und den Dallas Cowboys, welches unter Ice Bowl in die Geschichte der NFL einging.
Er war bei insgesamt vier Super Bowls als Field Judge im Einsatz: Beim Super Bowl V im Jahr 1971 war in der Crew unter der Leitung von Hauptschiedsrichter Norm Schachter, beim Super Bowl VIII im Jahr 1974 unter der Leitung von Ben Dreith, beim Super Bowl XV im Jahr 1981 unter der Leitung von Ben Dreith und in Super Bowl XVIII im Jahr 1984 unter der Leitung von Gene Barth.
Er wurde im Jahr 2000 mit dem NFLRA Honoree Award ausgezeichnet.